# تیتلاس
تیتلاس (به لاتین: Titlis) یک کوه در سوئیس است که در کانتون برن واقع شده‌است. تیتلاس ۳٬۲۳۸ متر بالاتر از سطح دریا واقع شده‌است.